# Mater Boni Consilii
Mater Boni Consilii, även benämnt Santa Maria del Buon Consiglio a Tor de' Conti, är ett kapell i Rom, helgat åt Jungfru Maria och särskilt åt hennes roll som det Goda rådets Moder. Kapellet är beläget vid Via Tor de' Conti i Rione Monti.

## Beskrivning
Kapellet uppfördes år 1834. Kapellets portal flankeras av två toskanska pilastrar, vilka bär upp ett entablement, vars fris har inskriptionen MATER BONI CONSILII. Kapellets fasad kröns av ett triangulärt pediment med ett kors. Interiören med tunnvalv har ett litet altare med målningen Madonna del Buon Consiglio, förmodligen utförd av Domenico Cassarotti (1791–1866). Till vänster finns ett träkrucifix och en vigvattenskål samt en bild på Vincenzo Pallotti. Till höger ses bilder på Lucia och Vår Fru av Rosenkransen.
Enligt uppgift skall Jungfru Maria ha uppenbarat sig i kapellet i november 1836.
Via Tor de' Conti